# Mona de Pascua
La mona de Pascua es un producto de repostería típico en Murcia, Comunidad Valenciana, Cataluña, Aragón y parte de Castilla-La Mancha. Es un dulce de Pascua que simboliza que la Cuaresma y sus abstinencias se han acabado.
En Murcia se pueden encontrar monas durante todo el año en las diferentes confiterías de la capital. También en algunos pueblos de la Comunidad Valenciana como Alberique y su comarca, aunque en la mayor parte de la misma su consumo está más asociado a la Pascua.

## Origen
El origen de las monas de Pascua probablemente esté relacionado con el consumo en Pascua de panes dulces o salados, así como huevos duros, tradicional en diversos países de Europa como Italia (cuddura), Grecia (tsoureki), Chequia (mazanek), Turquía, etc. con diferentes denominaciones y formatos.  En España, de hecho, coexisten preparaciones similares como el roscón o rosca de Pascua de Galicia, las pegaratas o bollas de Asturias, el hornazo de Jaén, las culecas, o la opilla que se consume en el País Vasco el día de San Marcos.
La primera mención escrita sobre una mona de Pascua como tal aparece en el siglo XV, en el libro Trobes en lahors de la Verge Maria. Se piensa que etimológicamente "mona" procede del árabe hispánico máwna (provisión de boca). El hecho de que hasta bien entrado el siglo XIX el Diccionario de la lengua española definiera "mona" como "pr. Val. y Murc. La torta ó rosca que se cuece en el horno con huevos puestos en ella en cáscara por pascua de Flores, que en otras partes llaman hornazo"  apunta a que esta denominación se originó en Valencia y Murcia y que su uso se fue extendiendo paulatinamente hacia sus regiones vecinas.

## Variantes
En la Comunidad Valenciana tradicionalmente se hacen dos tipos de monas. Uno se consume sólo durante las fiestas de Pascua y es un bollo redondo o con forma de rosca, lazo, trenza, o de algún animal (serpiente, lagarto, tortuga, etc.), decorado con uno o varios (dependiendo del tamaño), huevos duros con la cáscara teñida de colores y anisetes de colores. El otro tipo, también llamado panquemado, toña, panou o fogaseta, se consume durante todo el año y es un bollo de mayor tamaño y forma de cúpula, decorado con azúcar en grano y, en la zona de Alberique, con un caramull (cresta) de merengue. 
En Murcia las monas son bollos redondos o alargados, tanto con un huevo duro incrustado en su centro como sin él, que se pintan con huevo batido y se espolvorean con azúcar en grano. Las de Albacete son muy parecidas pero siempre redondas y con un huevo duro en el medio.
En Cataluña y Baleares la mona ha ido evolucionando y hoy en día conviven varios tipos de elaboraciones. La más antigua se parece a la valenciana, un bollo con forma redonda o de corona decorado con huevos duros. Otro tipo habitual consiste en una tarta de bizcocho relleno de crema, chocolate o mermelada, recubierto con crema o chocolate en la parte superior y adornado con almendras picadas, fruta escarchada, plumas de colores, figuras de chocolate, grageas, etc. En Menorca suelen estar, además, cubiertas de merengue. Poco a poco, los huevos de gallina se han ido sustituyendo (aunque aún son muy populares también) por huevos de chocolate. Actualmente las figuras de chocolate han ido adquiriendo tanta importancia y tamaño que frecuentemente se llega incluso a prescindir completamente de la base de bizcocho y a considerarlas también monas.
En Orán se elabora una mouna con forma de pan redondo.

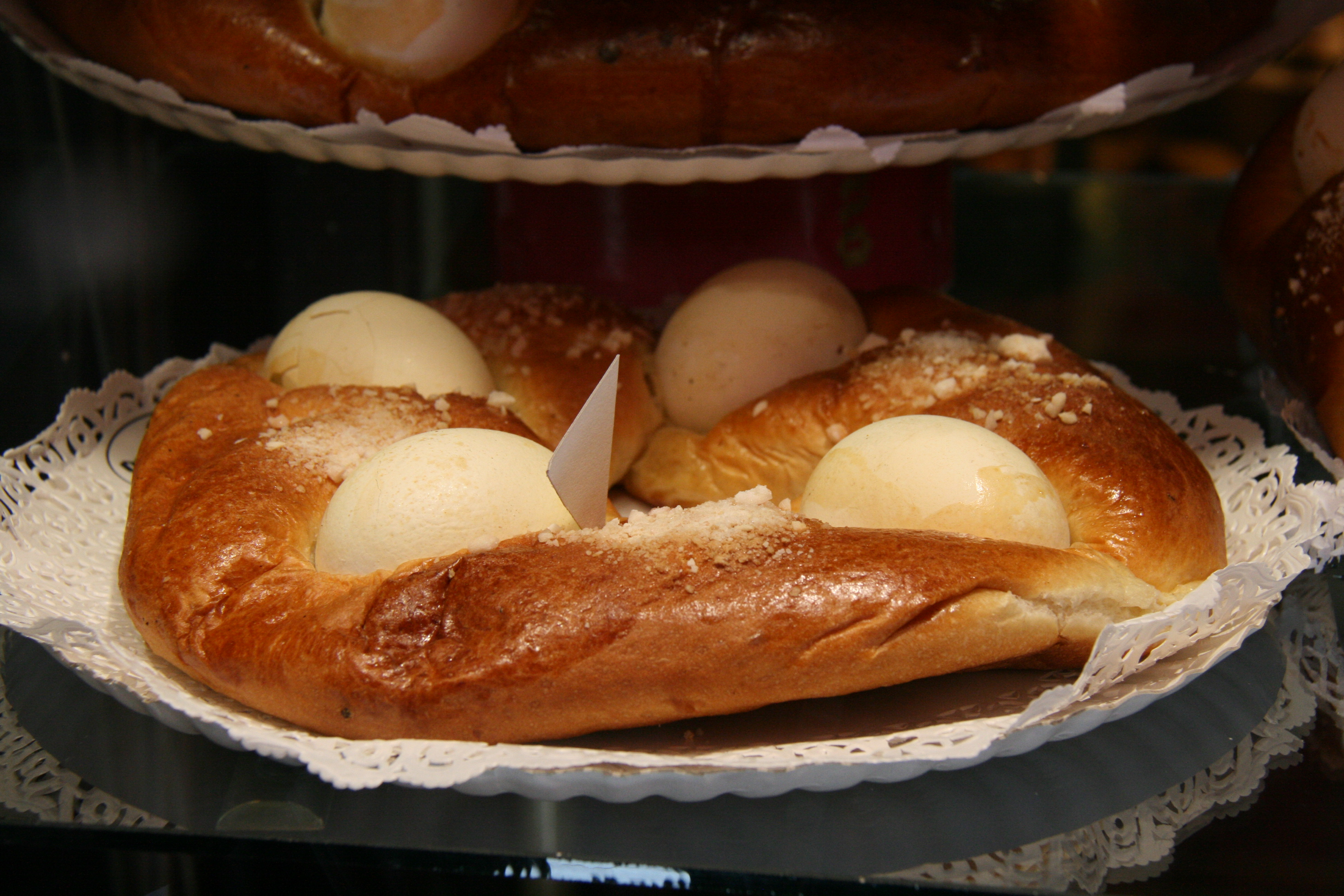
Mona de Pascua con varios huevos
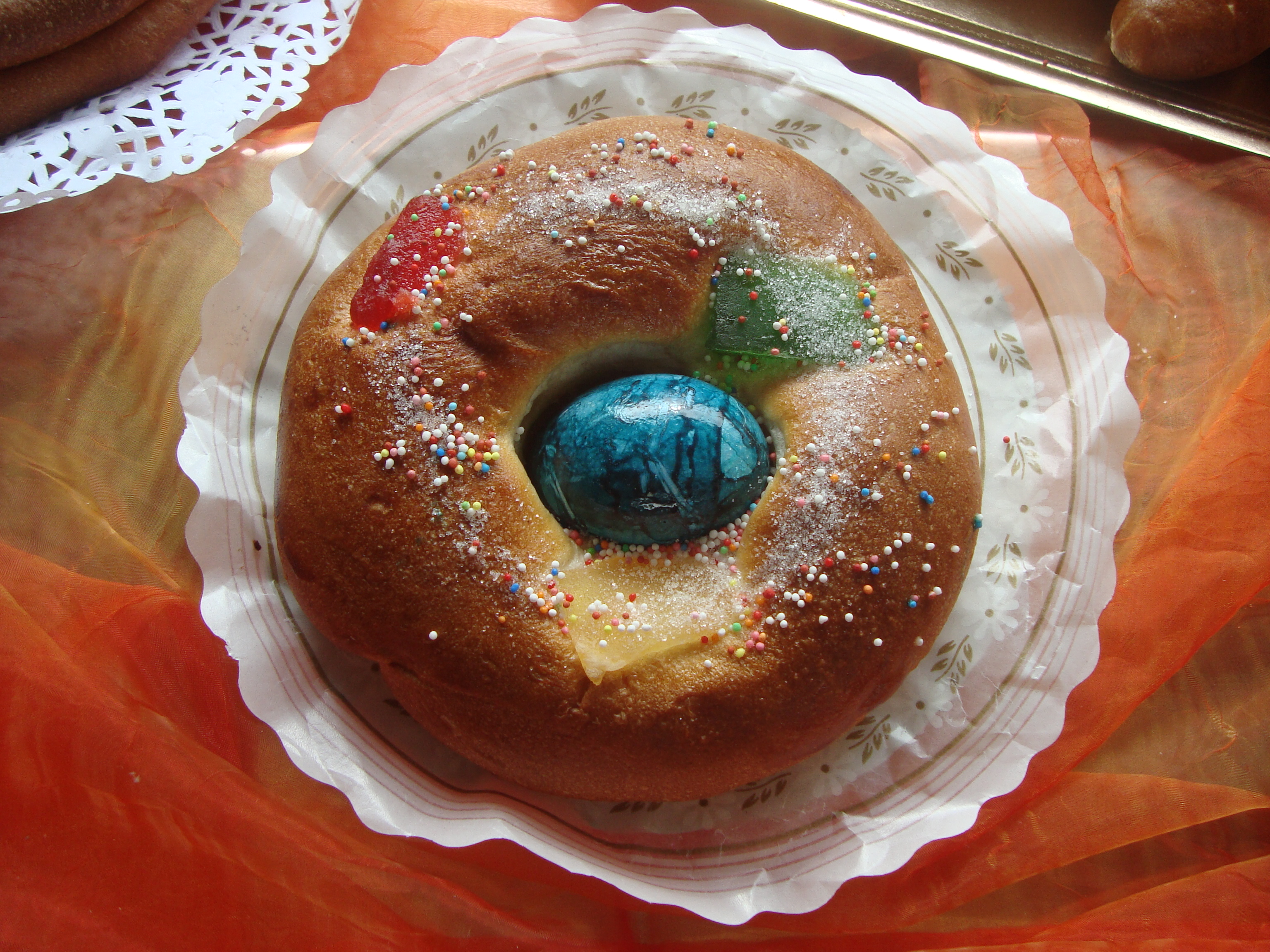
Mona de Pascua (Torreblanca, Castellón)
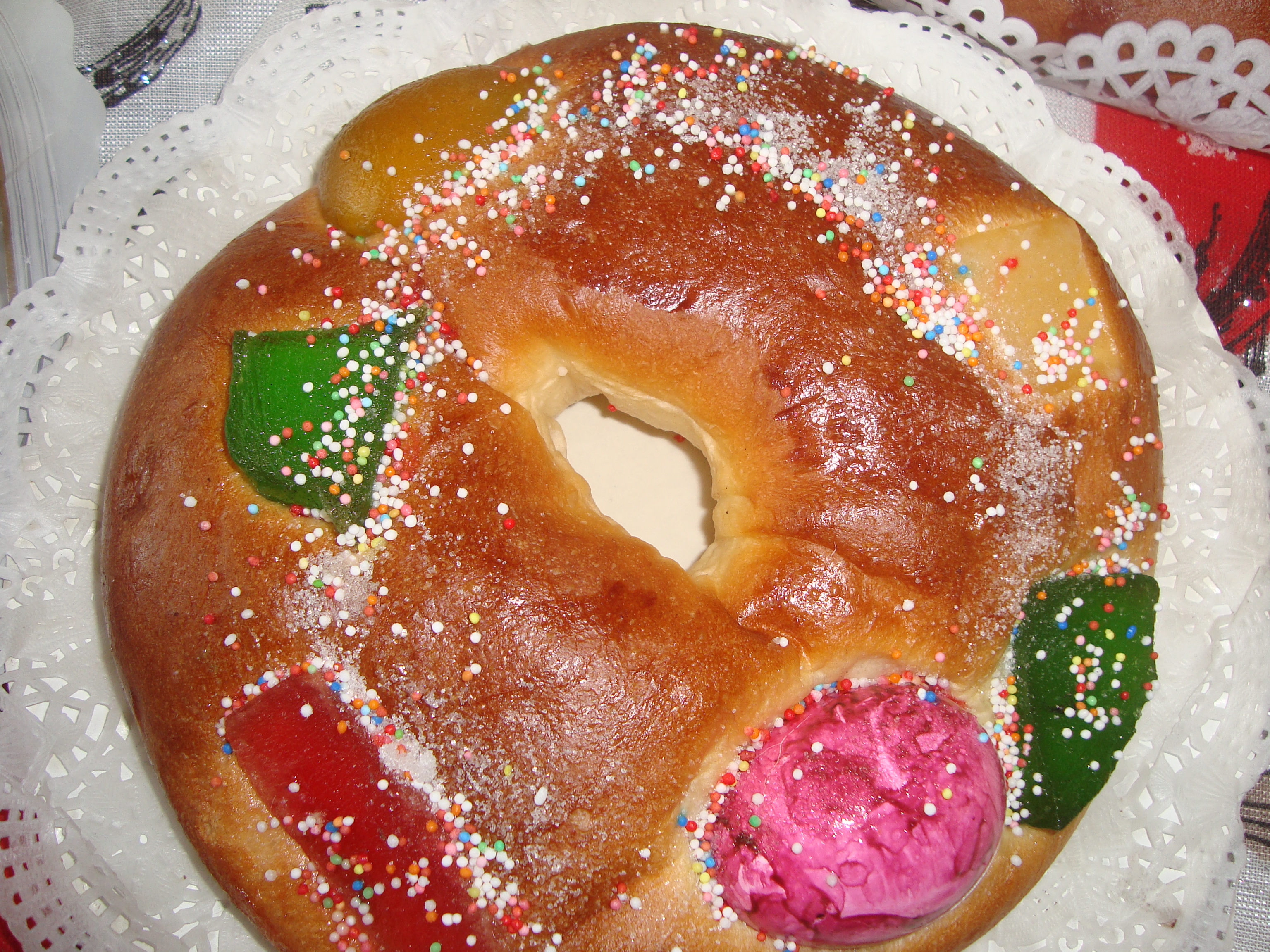
Mona de Pascua (Castellón)
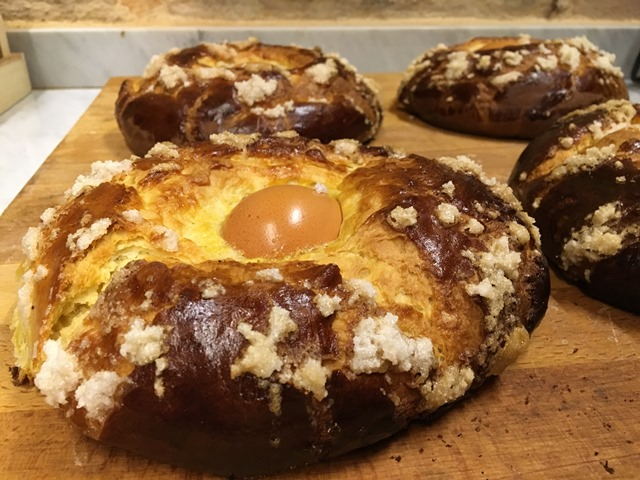
Monas de pascua
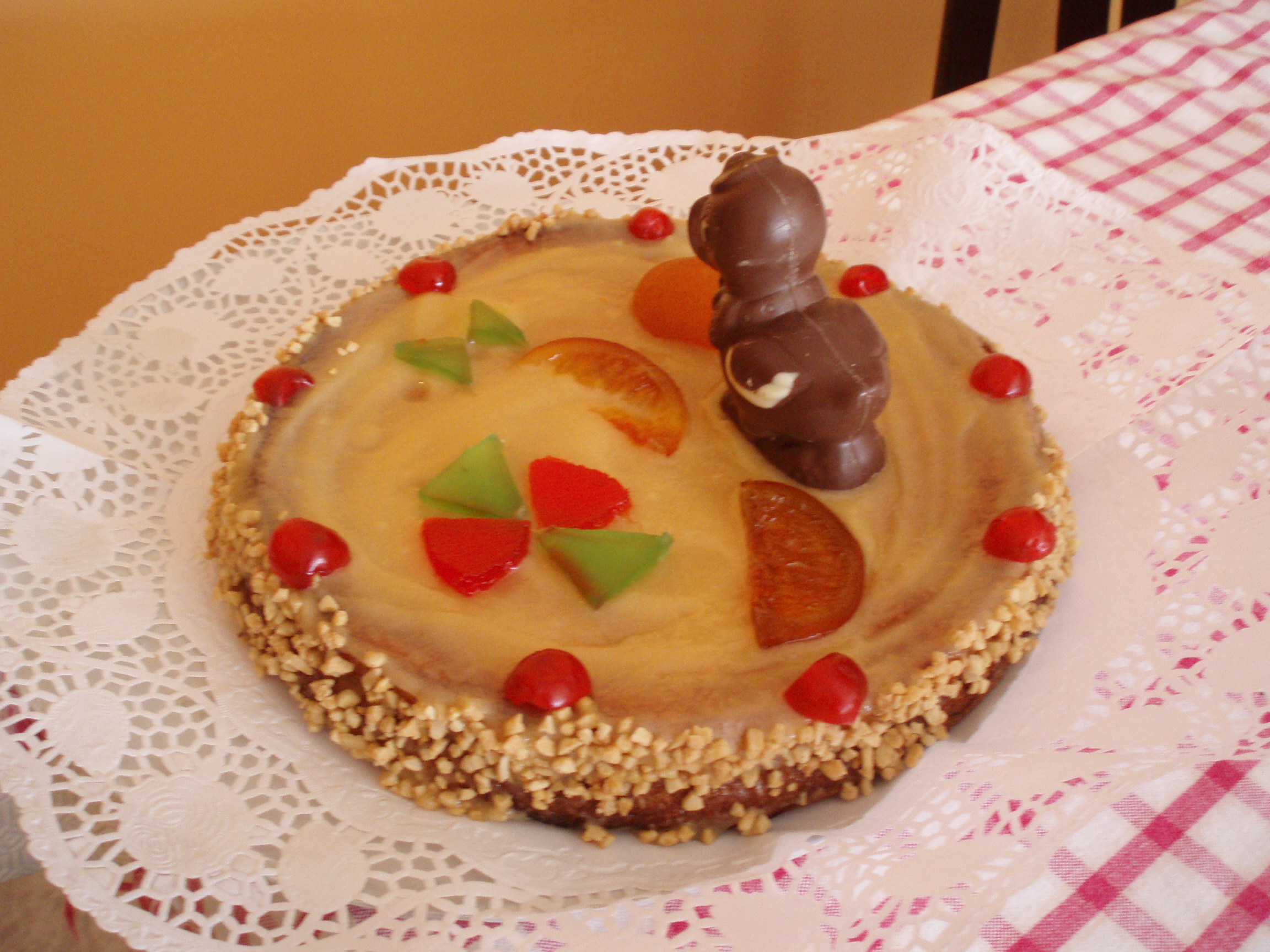
Mona de bizcocho y crema (Cataluña)

## Costumbres asociadas

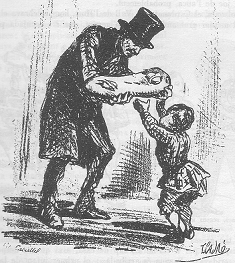
Un padrino regala una mona a su ahijado

Era costumbre que los padrinos regalaran una mona a sus ahijados el Domingo de Pascua, después de misa.
Sigue siendo habitual que el Lunes de Pascua se reúnan varias familias o un grupo de amigos y vayan a comer la mona juntos a algún lugar al aire libre, siendo costumbre cascar el huevo de la mona en la frente de otra persona. La mona se suele consumir durante la merienda de los días de Pascua acompañada de longaniza de Pascua, aunque también es posible acompañarla de chocolate. Es tradición ir de excursión al campo a pasar la tarde comiendo la mona, y jugar con alguna cometa. La comida es en muchas ocasiones un festín en el que no faltan las chuletas de cordero, conejo a la brasa, la paella o el vino. En Albacete, se celebra de manera similar el Jueves Lardero, también conocido en dicha localidad como Día de la Mona.
También es frecuente que las panaderías usen sus monas, panquemados y tortas de pasas y nueces, para decorar sus escaparates. En Cataluña, las pastelerías suelen competir la escultura de chocolate más espectacular, que puede ser una maqueta de un edificio, una figura de un personaje popular o un conjunto de tartas con figuras de chocolate o guirlache.